# COPEM
COPEM és l'acrònim de Centro Oficial de Patronato de Enseñanza Media. Aquesta fou la denominació que s'aplicava als anys cinquanta del segle XX als centres d'ensenyament de secundària les despeses i finançament dels quals era assumida per un patronat. El patró acostumava a ser un ajuntament, però també podia ser alguna altra organització oficial com ara l'exèrcit o altres.
El decret de 23 d'agost de 1957 Sobre regulación de los Centros de Patronato de Enseñanza Media desenvolupava la possibilitat de la creació d'un COPEM sempre que no hi hagués a la mateixa localitat un Instituto Nacional de Enseñanza Media per a alumnes del mateix sexe que el COPEM proposat. L'any 1954 es va crear un centre experimental a Madrid, i l'any 1958 es van crear els COPEM de l'Hospitalet, Mataró i San Fernando (Cadis).
El COPEM de l'Hospitalet va ser inaugurat el 19 d'octubre de 1958 i després de diversos canvis de nom es va convertir en l'IES Santa Eulàlia.
El COPEM de Mataró va ser inaugurat el 20 d'octubre de 1958 i es va convertir posteriorment en l'Institut Alexandre Satorras.
El Centro Oficial de Patronato "Almirante Rafael Estrada Arnáiz" de San Fernando es va inaugurar el 31 d'octubre de 1958 i es va convertir anys després en el IES Isla de León.
Amb posterioritat hi ha referències que es van crear Centres de Patronat amb la mateixa fórmula en altres ciutats: Molina de Aragón (Guadalajara) l'any 1959, Villacarrillo i Alcalá la Real (Jaén), Morón de la Frontera (Sevilla) l'any 1960... Molts d'ells van interrompre la seva continuïtat a finals dels anys 60 quan ja s'havien creat altres instituts a les seves ciutats.